# Christophe Gardié
Christophe Gardié (* 21. November 1964 in Arras) ist ein ehemaliger französischer Fußballtorwart und jetziger -trainer.

## Karriere
Gardié wurde beim RC Lens ausgebildet und kam als Talent in die erste Mannschaft, die in der ersten Liga spielte. Weil mit dem zwei Jahre älteren Gaëtan Huard ein besonders starker Konkurrent im Tor stand, wurde Gardié kaum eingesetzt. In seiner ersten Saison bei den Profis kam er auf zwei Einsätze. Er profitierte in der folgenden Saison von einer Verletzung Huards und wurde 14 Mal eingesetzt, kam jedoch in der dritten Saison zu keinem einzigen Einsatz. Nachdem Huard den Klub 1988 verließ, konkurrierte Gardié mit Christophe Baïocco um die Position des Stammkeepers, wobei Baïocco letztlich auf mehr Einsätze kam. Nach dem Abstieg 1989 wurde Gardié bei Lens aussortiert und wechselte zum Zweitligisten EA Guingamp, wo er den Abgang Jean-Claude Nadon ersetzte. Mit dem Erstligisten FC Sochaux fand er 1990 einen neuen Arbeitgeber. In der ersten Saison konnte sich der Verein nur aufgrund des Zwangsabstiegs dreier Konkurrenten in der ersten Liga halten. Im folgenden Jahr wurde Gardié von Stéphane Ferrand im Tor verdrängt. Daher ging er 1992 zum Zweitligisten CS Louhans-Cuiseaux, den er ein Jahr später nach dem Abstieg in die dritte Liga verließ. Er unterschrieb beim Drittligisten FC Canet Perpignan, mit dem er 1994 in die zweite Liga aufstieg. 1996 wechselte er zum Zweitligisten Stade Laval, um Lionel Perez zu ersetzen. 2002 beendete er mit fast 38 Jahren seine Karriere, nachdem ihm klargemacht wurde, dass der Verein auf jüngere Spieler setzen wolle. Nach dem Ende seiner aktiven Karriere arbeitete er bei verschiedenen Vereinen als Torwarttrainer. Von 2004 bis 2005 war er auch Co-Trainer bei Stade Laval und trainierte von 2006 bis 2008 die zweite Mannschaft seines Jugendklubs RC Lens.